# Antun Augustinčić
Antun Augustinčić, né le 4 mai 1900 à Klanjec et mort le 10 mai 1979 à Zagreb, est un sculpteur yougoslave. Avec Ivan Meštrović et Frano Kršinić, il est considéré comme l'un des principaux sculpteurs yougoslaves du XXe siècle. Parmi ses œuvres les plus remarquables figurent le Monument de la Paix placé devant le Siège des Nations unies à New York, et la statue du Mineur, devant le siège de l'Organisation internationale du travail à Genève, ou encore le Monument du Yekatit 12 à Addis-Abeba (en coopération avec Frano Kršinić).

## Œuvres

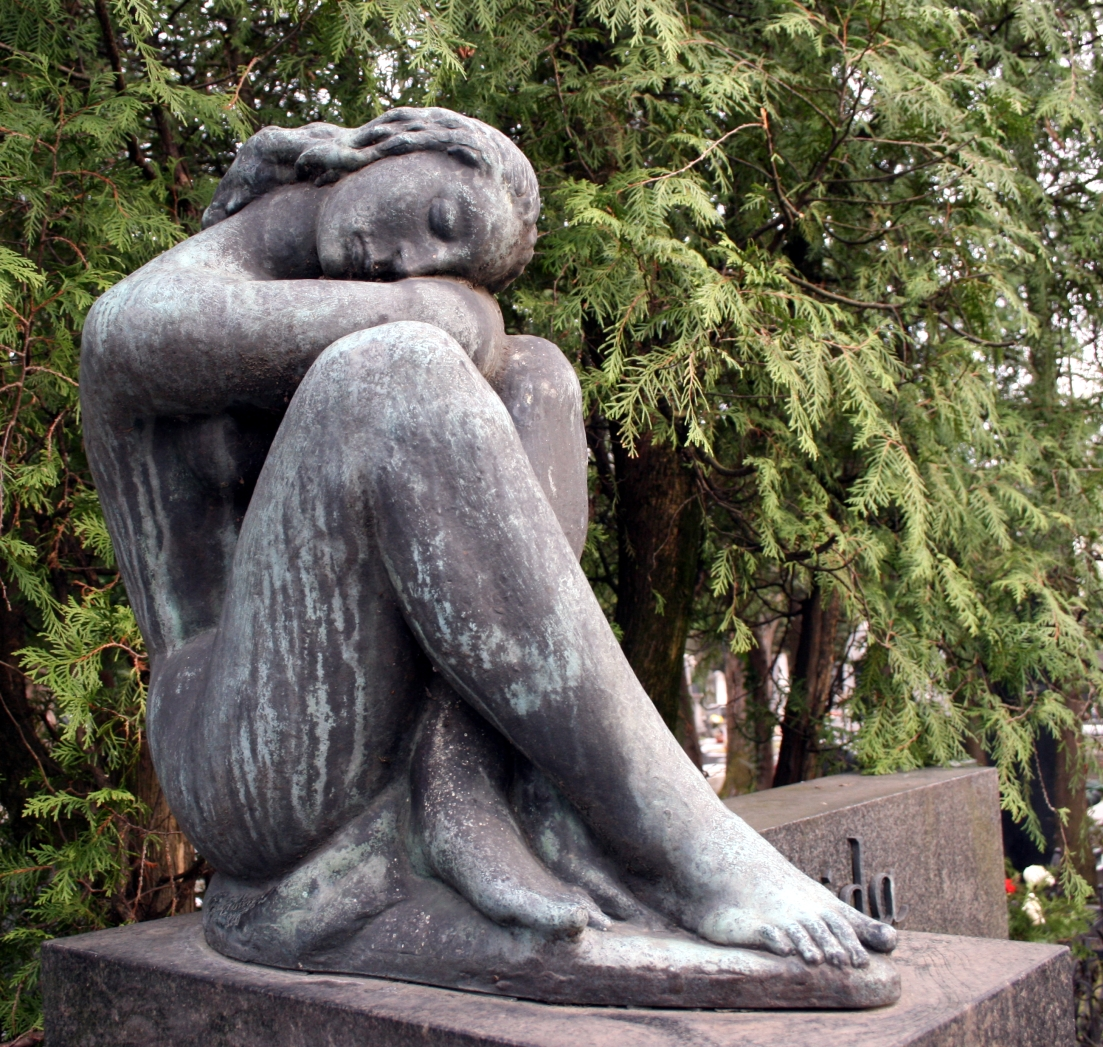
La Tristesse, cimetière de Mirogoj, Zagreb
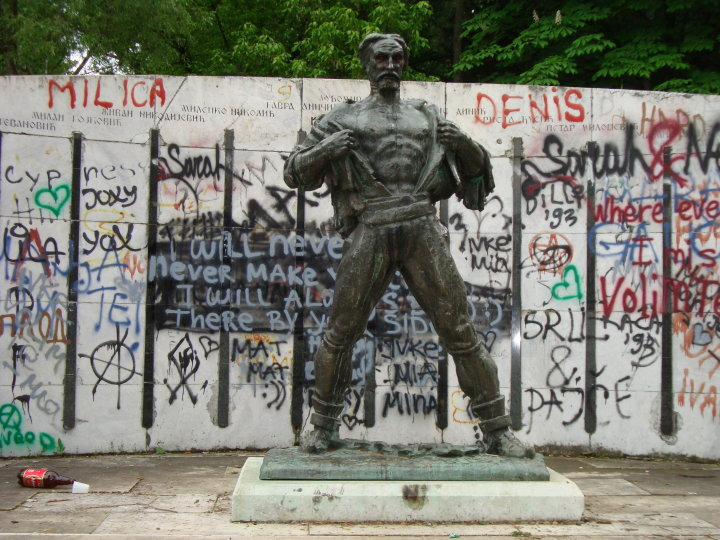
Monument aux participants de la rébellion de Timočka, Zaječar
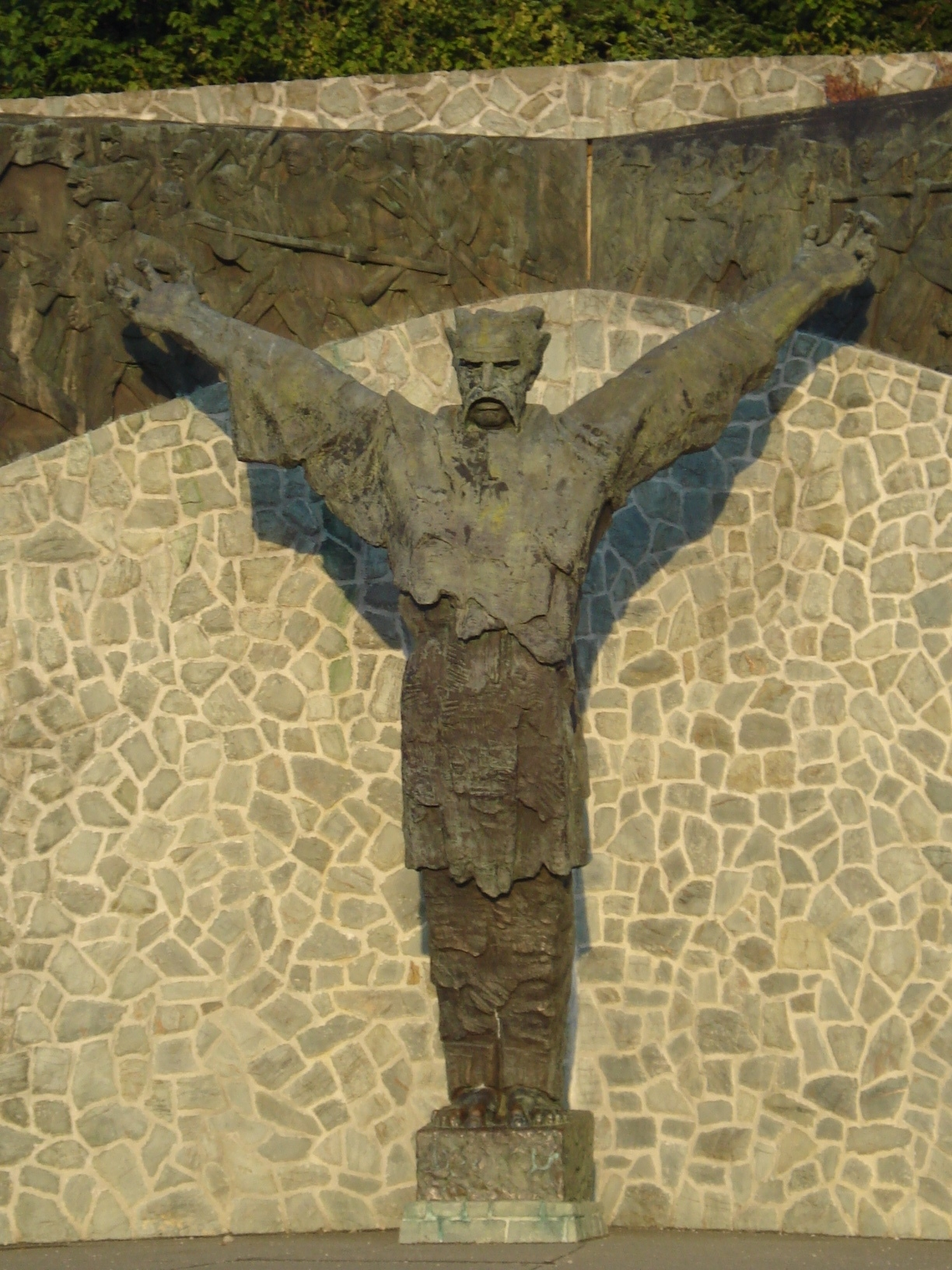
Matija Gubec